# Robinson Crusoe
 For alternative betydninger, se Robinson Crusoe (flertydig). (Se også artikler, som begynder med Robinson Crusoe)
Robinson Crusoe er en roman af den engelske forfatter Daniel Defoe. Den udkom i London i 1719. 
Romanen handler om den unge Robinson Crusoe, der strander på en øde ø.
Historien er inspireret af den skotske styrmand Alexander Selkirk, der opholdt sig alene i mere end fire år på Más a Tierra i øgruppen Juan Fernández i Stillehavet. 
Romanen gav navn til den litterære genrebetegnelse robinsonaden.
Robinson Crusoe er i moderne udgaver kun tredje episode i Defoes værk, som begynder med, at Crusoe sætter sig op mod sin fars krav om, at han skal være tilfreds med sin plads i samfundet. Han løber hjemmefra for at blive rig. Snart kommer den første advarsel fra Gud i form af stormvejr til søs. Anden advarsel er, at han tages til fange og sælges som slave. Han gives fri, bliver rig på en plantage i Brasilien, men da han investerer i slavehandel, kommer tredje advarsel i form af det berømte skibbrud og hans redning på en øde ø. 

## Filmatiseringer
- 1924 – Lille Robinson Crusoe
- 1932 – Robinson Crusoe, med Douglas Fairbanks, Sr.
- 1954 – Robinson Crusoe, med Dan O'Herlihy
- 1966 – Lt. Robin Crusoe, U.S.N., med Dick Van Dyke, producereret af Walt Disney
- 1975 – Man Friday, med Peter O'Toole og Richard Roundtree
- 1988 – Crusoe, med Aidan Quinn
- 1997 – Robinson Crusoe, med Pierce Brosnan